# Мирко Кулић
Мирко Кулић (Врапце, 30. март 1957) је доктор правних наука, редовни професор и декан Правног факултета за привреду и правосуђе у Новом Саду.

## Биографија
Рођен је 30. марта 1957. у селу Врапцу, општина Медвеђа. Основну школу завршио је у Сијаринској бањи, а гимназију у Великој Плани. На Правном факултету у Београду дипломирао је 1980. године. На истом Факултету 1999. године одбранио је са одликом докторску дисертацију под називом: Кривичноправна заштита јавних прихода, чиме је стекао научно звање доктора правних наука.
Обављао је одговорне функције у државним органима, привреди и на универзитету. Радио је у Управи прихода у Великој Плани, а затим је у Сокобањи био главни инспектор прихода, начелник Секретаријата унутрашњих послова и председник Извршног савета. Потом је био народни посланик у Народној скупштини Републике Србије, помоћник министра финансија, директор Републичке управе јавних прихода, помоћник министра за економску и власничку трансформацију и генерални директор Београдске индустрије пива, слада и безалкохолних пића.
Изводио је наставу на више факултета у Републици Србији, Босни и Херцеговини и Црној Гори. Био је декан, проректор и ректор на неколико високошколских установа. Сада је декан Правног факултета за привреду и правосуђе Универзитета Привредна академија у Новом Саду, на коме има избор у звање редовног професора за јавноправну и кривичноправну ужу научну област. Изводи наставу из предмета Кривично право, Управно право и Пореско право.
Више пута био је члан експертских група за израду прописа из области јавних прихода, приватизације и високог образовања. Био је рецензент Комисије за акредитацију и проверу квалитета Републике Србије, у ком својству је рецензирао већи број студијских програма. Био је председник Скупштине Савеза рачуновођа и ревизора Србије. Био је члан управних и надзорних одбора у више субјеката.
Учествовао је на више научних и стручних скупова домаћег и међународног значаја. Објавио је више научних и стручних радова из области кривичног права, управног права и јавних финансија. 
Пише афоризме. За свој рад добио је велики број признања.
Живи у Београду. Ожењен је. Има двоје деце и четири унучета. 

## Уже научне области
1. Јавноправна ужа научна област;
2. Кривичноправна ужа научна област.

## Објављене књиге

### Уџбеници
1. Финансијско право, коаутор, Правни факултет универзитета у Бањој Луци, Бања Лука, 2018;
2. Управно право - посебни део, Правни факултет за привреду и правосуђе, Нови Сад, 2018;
3. Финансијски менаџмент, коаутор, Факултет за економију и инжењерски менаџмент у Новом Саду, Нови Сад, 2017;
4. Управно право - општи део, друго измењено и допуњено издање, Правни факултет за привреду и правосуђе, Нови Сад, 2017;
5. Банкарско пословање, уџбеник за 3. и 4. разред економске школе, коаутор, Завод за уџбенике, Београд, 2015;
6. Увод у право, коаутор, Европски универзитет, Брчко, 2015;
7. Пореско право, коаутор, Правни факултет у Новом Саду, Нови Сад, 2015;
8. Кривично право, коаутор, Правни факултет за привреду и правосуђе, Нови Сад, 2014;
9. Јавне финансије, коаутор, Криминалистичко-полицијска академија, Београд, 2013;
10. Пореско право, Правни факултет за привреду и правосуђе, Нови Сад, 2012;
11. Јавне финансије, треће издање, Факултет за пословни менаџмент у Бару, Подгорица, 2012;
12. Кривично право, коаутор, Службени гласник, Београд, 2011;
13. Јавне финансије, Мегатренд универзитет, Београд, 2010;
14. Финансијски менаџмент, треће измењено и допуњено издање, Мегатренд универзитет, Београд, 2010;
15. Управно право, Мегатренд универзитет, Београд, 2010;
16. Финансијска тржишта, треће измењено и допуњено издање, Мегатренд универзитет, Београд, 2007;
17. Пореско процесно право, Мегатренд универзитет, Београд, 2007;
18. Пореско право, Мегатренд универзитет, Београд, 2006;
19. Јавне финансије, коаутор, Мегатренд универзитет, Београд, 2006;
20. Основи трговинског права - скрипта, коаутор, Виша школа унутрашњих послова, Београд, 2004;
21. Елементи кривичног права и кривичног поступка, Виша пословна школа, Београд, 1996;
22. Управно право, коаутор, Виша пословна школа, Београд, 1996;
23. Економија опорезивања и пореско право, коаутор, Правни факултет и Економски институт у Београду, Београд, 1995.

### Монографије
1. Пореско право – теорија и пракса, коаутор, Марсо, Београд, 2011;
2. Пореска кривична дела, Финансијско-порески центар за консалтинг, Београд, 2010;
3. Финансијски и монетарни менаџмент, коаутор, Графос, Београд, 2007;
4. Пореска утаја и кријумчарење, БМГ, Београд, 1999;
5. Злоупотреба службеног положаја, Савез рачуновођа и ревизора Србије, Београд, 1995.

### Приручници
1. Приручник за припремање завршног испита на специјалистичким студијама за пореско саветовање, коаутор, Мегатренд универзитет у Београду и Привредна комора Београд, 2008.

### Коментари закона
1. Порески прописи у 1996, коаутор, Савез рачуновођа и ревизора Србије, Београд, 1996;
2. Нови порески прописи и њихова примена, коаутор, Савез рачуновођа и ревизора Србије, Београд, 1994.

### Чланци
1. Milošević, Goran; Kulić, Mirko; Đurić, Zvezdan; Đurić, Olivera (2020). „The Taxation of Agriculture in the Republic of Serbia as a Factor of Development of Organic Agriculture”. Sustainability. 12 (8): 3261. Bibcode:2020Sust...12.3261M. doi:10.3390/su12083261 ., 2020, коаутор;
2. Tax control in the function of the protection of fiscal interests of the Republic of Serbia, Журнал за криминалистику и право, број 3/2019, стр. 15-29, Криминалистичко-полицијски универзитет, Београд;
3. Kривичноправна заштита промета aкцизних производа, Зборник радова са Међународног научног скупа „Привредноправни оквир и економски развој држава Југоисточне Европе“, стр. 302-318, Правни факултет за привреду и правосуђе, Нови Сад, 2019;
4. Имплементација Конвенције о високотехнолошком криминалу у позитивно законодавство Републике Србије, Зборник радова са XVI Међународног научног скупа „Правнички дани проф. др Славко Царић“ – Право и дигиталне технологије, Правни факултет за привреду и правосуђе, стр. 21-32, Нови Сад, 2019, коаутор;
5. Поступак принудне наплате пореза у Републици Србији, Зборник радова са међународног научног скупа „Модели развоја – искуства других и наше могућности“, I том, стр. 34-50, Европски универзитет Брчко и Европски универзитет Kallos Тузла, Брчко, 2019;
6. Усклађивање пореског права Републике Србије са правом Европске уније, Зборник радова са XV научног скупа „Правнички дани проф. др Славко Царић“ – Усаглашавање правне регулативе са правним тековинама Европске уније. Правни факултет за привреду и правосуђе, стр. 38-52, Нови Сад, 2018;
7. Систем обезбеђивања квалитета високог образовања у Републици Србији, Зборник радова са међународног научног скупа „Актуелни проблеми високог образовања и науке“, I том, стр. 6-18, Европски универзитет Брчко и Европски универзитет Kallos Тузла, Брчко, 2018, коаутор;
8. Защита классифицированной информации в налоговой процедуре, Зборник радова са међународне научне конференције Слобода, безбедност: право на приватност, стр. 465-486, Институт за криминолошка и социолошка истраживања Београд и Покрајински заштитник грађана – омбудсман, Нови Сад, 2017, коаутор;
9. Опорезивање зарада и равнотежа на тржишту радне снаге у Србији, Зборник радова са међународног научног скупа Изазови одрживог развоја – економски и друштвени аспект (ИОР-ЕДА), стр. 683-695, Економски факултет Универзитета у Приштини, Косовска Митровица, 2017, коаутор;
10. Subjects in tax law relations in the Republic of Serbia, Тематски зборник радoва са међународног научног скупа „Дани Арчибалда Рајса“, Том 3, стр. 25-37, Криминалистичко-полицијска академија, Београд, 2017, коаутор;
11. Кривично дело злоупотребе положаја одговорног лица у судској пракси у Републици Србији, Зборник радова са XIV научног скупа „Правнички дани проф. др Славко Царић“ – Независност правосуђа, стр. 45-57, Правни факултет за привреду и правосуђе, Нови Сад, 2017;
12. Постојање имовинске штете и противправне имовинске користи као елемент бића кривичног дела злоупотребе положаја одговорног лица у случају усвајања унапред припремљеног плана реорганизације, Право и привреда, Удружење правника у привреди Србије, број 4-6, стр. 228-245, Београд 2017;
13. Развој пореског Система Србије до Другог светског рата, Зборник радова Правног факултета у Новом Саду, број L 1/2016, стр. 55-71, Нови Сад, 2016, коаутор;
14. Међународноправни оквир за управљање миграцијама, Зборник радова са међународног научног скупа „Миграције у XXI вијеку – узроци и посљедице“, I том, стр. 1-17, Европски универзитет Брчко и Европски универзитет Kallos Тузла, Брчко, 2016, коаутор;
15. Настанак и време испуњења пореске обавезе, Зборник радова Правног факултета у Новом Саду, број 2/2015, стр. 597-615, Нови Сад, 2015, коаутор;
16. Неопходност новелирања законских одредби којима се пружа кривичноправна заштита јавним приходима, Зборник радова са XII научног скупа „Правнички дани проф. др Славко Царић“ – Прилагођавање правничке регулативе актуелним трендовима у Региону, стр. 257-269, Правни факултет за привреду и правосуђе, Нови Сад, 2015;
17. Евазија пореза, Европска ревија, број 1/2015, стр. 9-23, Европски универзитет Брчко, Брчко, 2015, коаутор;
18. Улога међународних институција у превенцији и санирању последица катастрофа, Зборник радова са међународног научног скупа „Катастрофе – превенција и санирање последица“, I том, стр. 5-17, Европски универзитет, Брчко, 2015, коаутор;
19. Кривично дело угрожавања наплате пореза и пореске контроле, Зборник радова: „Супротстављање савременом организованом криминалу и тероризму V (Едиција ΑΣΦΑΛΕΙΑ - Књига VII), стр. 305-322, Криминалистицко-полицијска академија, Београд, 2014, коаутор;
20. Порески акти и порески управни акти, Тематски зборник радова „Транзиција и економски криминал II“, стр. 3-15, Криминалистичко-полицијска академија, Београд, 2014, коаутор;
21. Principles taxation, Тематски зборник радова  са Међународног научног скупа „Дани Арчибалда Рајса“, том I, стр. 327-333, Криминалистичко-полицијска академија Београд и Немачка фондација за међународну правну сарадњу (ИРЗ), Београд, 2014, коаутор;
22. Злоупотреба положаја или овлашћења као вид корупције у кривичном праву Босне и Херцеговине, Зборник радова „Право и изазови XXI вијека“, I том, стр. 1-17, Европски универзитет, Брчко, 2014, коаутор;
23. Угрожавање националне рачунарске инфраструктуре рачунарском саботажом, с освртом на Републику Србију, Зборник радова „Нове сигурносне угрозе и критичка национална инфраструктура“, стр. 171-182, Полицијска академија, Висока полицијска школа, Загреб, 2013, коаутор;
24. Кривично дело неоснованог исказивања износа за повраћај пореза и порески кредит у кривичном праву Србије, Зборник радова са XИИ Међународног научног скупа "Квалитет - пут у Европу", стр. 171-188, Универзитет Синергија Бијељина, Бијељина, 2013;
25. Administrative dispute in tax matters, Међународни научни скуп: Дани Арчибалда Рајса, Volume – I, страна 55-67, Београд, 2013, коаутор;
26. Кривично дело прања новца у кривичном праву Босне и Херцеговине, Зборник радова с Међународног научног скупа Право и изазови XXI века, I том, стр. 1-17, Брчко, 2013, коаутор;
27. Економска начела опорезивања, Култура полиса, посебно издање – Култура безбедности у 21. веку, број 1/2012, стр. 537-548, коаутор;
28. Кривичноправна заштита јавних прихода у кривичном праву Србије, Зборник радова „Дани Арчибалда Рајса“, Vol-2, стр. 97-109, Београд, 2012, коаутор;
29. Кривично дело кријумчарења у кривичном праву Србије, Зборник радова са XI тематског међународног научног скупа „Релевантна  питања примене међународног кривичног права у националном праву“, Удружење за међународно кривично право, стр. 299-310, Тара, 2012, коаутор;
30. Combating smuggling in Serbia in function of increasing security in the western balkans and european integration, Међународни научни скуп: „Security in the post-conflict (western) balkans, transition and challenges faced by the Republic of Macedonia“ Volume I, стр. 30-46, Универзитет „Ст. Климент Охридски“ – Битољ, Факултет Безбедности у Скопљу, Скопље, 2011, коаутор;
31. Однос кривичних дела пореске утаје и неуплаћивања пореза по одбитку у српском кривичном праву, Анали Правног факултета у Београду, број 2/2011, стр. 321-344 Београд, 2011, коаутор;
32. Корупција и макроекономска кретања у Србији, Тематски зборник радова: Корупција у јавној управи, стр. 21-35, Криминалистичко-полицијска академија, Београд, 2011, коаутор;
33. Улога фискалног система у креирању политичког капацитета Србије, Српска политичка мисао, број 4/2011, стр. 109-129, Београд, 2011, коаутор;
34. Сузбијање пореске евазије као фактор изградње капацитета система безбедности, Тематски зборник: „Србија – изградња капацитета система безбедности“, стр. 181-197, Институт за политичке студије, Београд, 2011, коаутор;
35. Фискални криминалитет у Србији, Индустрија, број 4, стр. 293-307, Београд, 2011, коаутор;
36. Кривичноправна заштита наплате пореза и пореске контроле у Србији, Мегатренд ревија, Вол. 8 (2), стр. 221-237, Београд, 2011, коаутор;
37. Теоријске основе и практична искуства преваљивања пореза са освртом на пољопривреду, Економика пољопривреде, бр. 2, стр. 281-299, Београд 2011, коаутор;
38. Елементи кривичног дела спречавања службеног лица у вршењу службене радње, Зборник радова са X тематског међународног научног скупа „Заштита људских права и слобода у време економске кризе“, стр. 298-312, Удружење за међународно кривично право, Тара, 2011, коаутор;
39. Елементи кривичног дела спречавања службеног лица у вршењу службене радње, Зборник радова са X тематског међународног научног скупа „Заштита људских права и слобода у време економске кризе“, стр. 298-312, Удружење за међународно кривично право, Тара, 2011, коаутор;
40. Начела пореског поступка као посебног     управног поступка, Наука – безбедност – полиција, Журнал за криминалистику и право,     стр 1-16, Београд, 2011, коаутор;
41. Порески криминалитет, Ревија за криминологију и кривичноправо, број 3/2010, стр. 107-125, Београд, 2010, коаутор;
42. Нелегално тржиште: специфичности организације и функционисање, Економика пољопривреде број 4/2010, стр. 655-669, Београд, 2010, коаутор;
43. Коначност, правоснажност и извршност пореских управних аката, Буџетски саветник, број 1/2010, стр. 76-79, Београд, 2010;
44. Кривично дело недозвољеног складиштења робе, Финансије и порези, број 9/2010, стр. 89-92, Београд, 2010, коаутор;
45. Кривично дело недозвољеног промета акцизних производа, Финансије и порези, број 7-8/2010, стр. 56-62, Београд, 2010;
46. Прање новца као вид финансирања тероризма, Зборник радова с међународног научног скупа – Тероризам и људске слободе, стр. 25-37, Удружење за међународно кривично право, Тара, 2010;
47. Кривично дело неоснованог исказивања износа за повраћај пореза и порески кредит, Финансије и порези број 5/2010, стр. 51-64, Београд, 2010;
48. Кривично дело угрожавања наплате пореза и пореске контроле, Финансије и порези број 6/2010, стр. 41-51, Београд, 2010;
49. Елементи кривичног дела неуплаћивања пореза по одбитку, Финансије и порези број 4/2010, стр. 67-76, Београд, 2010;
50. Кривично дело пореске утаје, Финансије и порези број 2-3/2010, стр. 159-177, Београд, 2010;
51. Приказ новог Закона о стечају, Финансије и порези број 2-3/2010, стр. 12-23, Београд, 2010;
52. Откривање пореских кривичних дела, Финансије и порези број 1/2010, стр. 103-109, Београд, 2010;
53. Управни спор у пореским стварима, Финансије и порези број 1/2010, стр- 91-103, Београд, 2010;
54. Међународни стандарди за супротстављање прању новца, Мегатренд ревија, вол. 6, но. 2, стр. 11-24, Београд, 2009, коаутор;
55. Sources of long-term financing in Southeast European economies: structural changes and perspectives (Дугорочни извори финансирања привреда Југоисточне Европе: стуктурне промене и перспективе), International Scientific Conference – Dealing with the global economic crisis by companies and economies, стр. 293-303, Београд, 2009, коаутор;
56. Инвестициони фондови као фактор развојне стратегије привреде Србије, Зборник радова са шестог међународног научног скупа – Унапређење међународног пословања предузећа и привреде, стр. 131-139, Мегатренд универзитет у Београду, Београд, 2008, коаутор;
57. Пореска кривична дела, Материјал Информативно пословног центра из Београда са саветовања, стр. 35-46, Будва, 2008;
58. Избегавање двоструког опорезивања, Зборник радова са међународног научног скупа – Унапређење међународног пословања предузећа и привреде, стр. 85-95, Мегатренд универзитет у Београду, Београд, 2006;
59. Економско-социјални аспект евазије пореза, Мегатренд ревија, вол. 2 (1) 2005, стр. 181-199, Мегатренд универзитет примењених наука у Београду, Београд, 2005;
60. Кривично дело неуплаћивања пореза по одбитку, Привредни саветник, број 17/2005, стр. 34-37, Привредни саветник, Београд, 2005;
61. Кривично дело избегавања плаћања пореза,  Привредни саветник, број 15-16/2005, стр. 145-154, Привредни саветник, Београд, 2005;
62. Дерегулација финансијских тржишта као инструмент економске глобализације, Зборник радова са међународног научног скупа – Problems of  foreign economic relations development and attractIon of foreign investments: regional aspect, стр. 56-60, Donetsk national university, Доњецк - Украјина,  2005;
63. Утицај пореске политике на конкурентску способност привреде, Зборник радова са међународног научног скупа – Јачање конкурентности предузећа и привреде, стр. 77-85, Мегатренд универзитет у Београду, Београд, 2005;
64. Макроекономски аспекти стања привреде Републике Србије, Зборник научних радова – Ринкова трансформација економики, стр. 121-136, Харковски институт бизниса и менаџмента, Харков – Украјина, 2004, коаутор;
65. Хармонизација нашег пореског законодавства са правом Европске уније, Зборник радова са међународног научног скупа – Побољшање перформанси предузећа – услов пословања у европском окружењу, стр. 141-154, Мегатренд универзитет примењених наука у Београду, Београд, 2004, коаутор;
66. Сива економија у Републици Србији с освртом на њено испољавање на Косову и Метохији, Зборник радова са научног скупа – Економски погледи, I књига, стр. 185-198, Економски факултет у Приштини, Зубин Поток, 2004;
67. Transnational companies and foreign investments in terms of globalisation of economic relations, Зборник радова са међународног научног скупа – The problems of the foreign economic relations development and attraction of the foreign investments: regional aspect, стр. 78-81, Donetsk national university, Доњецк - Украјина, 2004, коаутор;
68. Порез на додату вредност, Зборник радова са међународног научног скупа –  Радикалне промене у предузећима и привреди у условима глобализације, стр. 95-100, Мегатренд универзитет примењених наука у Београду, Београд, 2003;
69. Методе глобализације светског тржишта и деловање транснационалних компанија (ТНК), Зборник радова са међународног научног скупа – Економске теме, бр. 2/2003, стр. 67-75, Економси факултет у Нишу, Ниш, 2003, коаутор;
70. Приватизација у процесу транзиције наше привреде, Зборник радова са међународног научног скупа – Економске теме, бр. 1-2/2002, стр. 23-36, Економски факултет у Нишу, Ниш, 2002, коаутор;
71. Прање новца, Зборник радова Института за криминолошка и социолошка истраживања у Београду – Привредни криминал и корупција, стр. 180-191, Београд, 2001;
72. Кривично дело из чл. 46б Закона о контроли, утврђивању и наплати јавних прихода, Безбедност, бр. 6/1999, стр.741-757, Београд, 1999;
73. Управно-рачунски спор у поступку својинске трансформације, Право и привреда, бр. 5-8/1999, стр. 54-58, Београд, 1999;
74. Кривично дело из чл. 46а. Закона о контроли, утврђивању и наплати јавних прихода, Рачуноводство, бр. 5-6/1999, стр.54-58, Савез рачуновођа и ревизора Србије, Београд, 1999;
75. Улога Акцијског  фонда у поступку својинске трансформације, Рачуноводствена пракса, бр. 1/1999, стр. 133-137, Савез рачуновођа и ревизора Србије, Београд, 1999;
76. Примена Закона о својинској трансформацији, Зборник радова – Примена Закона о својинској трансформацији, стр. 5-19, Савез рачуновођа и ревизора Србије, Београд, 1997;
77. Шта садржи предлог Закона о својинској трансофрамицији, Књиговодство, бр. 7-8/1997, стр. 3-9, Савез рачуновођа и ревизора Србије, Београд, 1997;
78. Значај Републичке управе јавних прихода у остваривању пореског система, Књиговодство, бр. 1-2/1996, стр. 114-119, Савез рачуновођа и ревизора Србије, Београд, 1996;
79. Пореско законодавство у Републици Србији и пореска пракса, Право и привреда, бр. 5-8/1996, стр. 376-383, Београд, 1996;
80. Третман својине са аспекта пореских обавеза, Правни живот, бр.10/1995, II том, стр. 257-266, Београд, 1995, коаутор;
81. Кривично дело злоупотребе службеног положаја, Зборник радова – Злоупотреба права, стр. 255-272, Правни факултет у Нишу, Ниш, 1996;
82. Остваривање финансијског система и фискалне политике и улога финансијске полиције, Зборник радова Удружења за кривично право Црне Горе и Српског удружења за кривично право, стр.1-8, Београд, 1995;
83. Порескоправна пракса Републичке управе јавних прихода и сива економија, Право и привреда, бр. 3-6/1995, стр. 359-367, Београд, 1995;
84. Овлашћења финансијске полиције у пословима контроле јавних прихода, Зборник радова Удружења за кривично право и криминологију Србије, стр. 1-8, Београд, 1994;
85. Финансијско-правни оквири индивидуалног предузетништва, Право и привреда, бр. 1-4/1994, стр. 312-321, Београд, 1994;
86. Примена Закона о изменама и допунама Закона о контроли, утврђивању и наплати јавних прихода, Пракса и књиговодство, бр.15/1994, Савез рачуновођа и ревизора Србије, Београд, 1994;
87. Примена новог Закона о порезу на доходак грађана, Пракса и књиговодство, бр. 15/1994, стр. 21-24, Савез рачуновођа и ревизора Србије, Београд, 1994.

## Пројекти

#### Руковођење пројектима
1. Специјалистичке студије за пореско саветовање које су два пута организоване у Београду у организацији Универзитета Мегатренд и Привредне коморе Београда;
2. Специјалистичке студије за пореско саветовање које су организоване у Нишу за чланове Удружења књиговођа из Ниша, а организовали су их Универзитет Мегатренд и невладина организација ЛЕДИБ из Данске.

#### Члан пројектног тима
1. „Пословни асистент у малим и средњим предузећима –  шанса за запослење“, пројекат су финансирали Европска унија и НИП „Образовни информатор” из Београда;
2. „Стратегијске опције умрежавања привреде Србије у светске привредне токове – утицај електронског пословања на реструктуирање домаћег тржишта“, Министарство за науку, технологију и заштиту животне средине и Факултет за послове студије Мегатренд универзитета, 2006-2010;
3. Израда програма за реорганизацију Републичког геодетског завода;
4. „Менаџмент у образовању – управљање финансијама (финансијски менаџмент)“, акредитовани програм за стручно усавршавање запослених у образовању, програм је акредитовао Завод за унапређење образовања;
5. „Унапређење јавних политика у Србији у функцији побољшања социјалне сигурности грађана и одрживог привредног раста – истраживачки пројекат“, број III 47004, Министарство за науку, технологију и заштиту животне средине и Мегатренд универзитет Београд, 2011-2014.

#### Менторства
У великом броју случајева био ментор кандидатима при изради мастер радова, магистарских теза и докторских дисертација.